# Indra Brahma
Prins Indra Brahma (Enta Prohm) werd in 1642 geboren als enige zoon en beoogd troonopvolger van koning Sulinya Vongsa. Hij trouwde met prinses Chandra Kumari (Chanta Khouman), de dochter van een edelman in Chieng Rung, een Chinese Shan staat. Hij zou echter nooit koning worden omdat zijn vader hem ter dood veroordeelde vanwege overspel met een vrouw in zijn harem.
Voor zover bekend had hij twee zoons:
- Prins (Sadu Chao Jaya) Kinkidsaraja (Kitsalat), hij zou de eerste koning van het koninkrijk Luang Prabang worden in 1707
- Prins (Sadu Chao Jaya) Indra Sena (Inta Som), hij zou de derde koning van het koninkrijk Luang Prabang worden in 1727